# Суперкубок Сан-Марино з футболу 1999
Суперкубок Сан-Марино з футболу 1999 — 14-й розіграш турніру, який в той час мав назву Трофео Федерале. Переможцем втретє став Космос.

## Учасники
- Чемпіонат Сан-Марино:
  - Чемпіон: Фаетано
  - Віце-чемпіон: Фольгоре Фальчано
- Кубок Сан-Марино:
  - Володар: Космос
  - Фіналіст: Доманьяно

## Півфінали
| Команда 1 | Рахунок | Команда 2         |
| --------- | ------- | ----------------- |
| Космос    | 2:1     | Фольгоре Фальчано |
| Фаетано   | 3:2     | Доманьяно         |

## Фінал
| Команда 1 | Рахунок      | Команда 2 |
| --------- | ------------ | --------- |
| Космос    | 0:0 пен. 4:3 | Фаетано   |